# Псахо
Псахо́ — река в Адлерском районе города Сочи, Краснодарский край, Россия. Левый приток реки Кудепста. На реке есть водопад Ивановский.
Берёт своё начало на хребте Ахцу. Впадает в Кудепсту на высоте 97 м над уровнем моря Длина реки — 11 км, площадь водосборного бассейна — 38,8 км².

## Каньон Псахо
Тектонические процессы, протекавшие в земной коре наклонили породу под углом 45 градусов, вызвав трещину в скале. По нижней расщелине, в одноимённом каньоне, протекает река Псахо, тогда как верхняя осталась сухой.